# Warneckea golaensis
Warneckea golaensis är en tvåhjärtbladig växtart som först beskrevs av Baker f., och fick sitt nu gällande namn av Jacq.-fél.. Warneckea golaensis ingår i släktet Warneckea och familjen Melastomataceae. Inga underarter finns listade i Catalogue of Life.